# Campionato francese di rugby a 15 1992-1993
Il Campionato francese di rugby a 15 1992-1993 vede al via 32 squadre divise in 4 gironi di 8. Le prime 4 sono qualificate alla fase successiva.
Essa, denominata Top 16, prevedeva 4 gironi di 4 squadre con le prime due di ogni girone qualificate ai quarti di finale.
Le ultime di ogni girone sono retrocesse in seconda divisione.
Il Castres olympique conquista il titolo battendo il FC Grenoble in finale. È il terzo Scudo di Brennus per la squadra, l'ultimo risaliva al 1950.
Grenoble perse la finale del campionato contro il Castres Olympique con un punteggio di 14-11. Dopo l'annullamento di una meta effettuata da Olivier Brouzet, la marcatura decisiva per il Castres venne segnata da Gary Whetton, quando in realtà il giocatore del Grenoble Hueber aveva toccato la palla verso il basso prima della suddetta meta. Questo errore diede il titolo a Castres. L'arbitro, Daniel Salles, ammise il suo errore 13 anni dopo.
Quattro squadre vengono retrocesse: RC Chalon, US Tyrosse, US Cognac e Le Creusot. Saranno rimpiazzate da CA Périgueux, Stade Dijon, Lyon OUe FC Lourdes.

## Squadra del Gruppo A di 1. divisione 1992-93
Le squadre sono indicate in ordine di classifica,  in grassetto quelle ammesse direttamente al top 16. 
| - RC Toulon - CA Bègles-Bordeaux - Stade toulousain - US Dax - FC Auch - SC Graulhet - RRC Nice - RC Chalon                                 | - SU Agen - Tarbes Pyrénées - AS Béziers - Biarritz olympique - RC Nimes - FCS Rumilly - Stade bordelais - Tyrosse RCS         |
| - RC Narbonne - FC Grenoble - Section paloise - AS Montferrand - Aviron bayonnais - Racing club de France - CS Bourgoin-Jallieu - US Cognac | - USA Perpignan - Castres olympique - CA Brive - US Colomiers - Stade montois - Montpellier RC - Le Creusot - Avenir valencien |

## Top 16
Le squadre sono indicate in ordine di classifica, in grassetto le ammesse ai quarti di finale.
| - USA Perpignan - CA Brive - US Colomiers - Biarritz olympique | - RC Toulon - Stade toulousain - CA Bègles-Bordeaux - AS Montferrand |
| - FC Grenoble - RC Narbonne - AS Béziers - Section paloise     | - SU Agen - Castres olympique - Tarbes Pyrénées - US Dax             |

## Play off

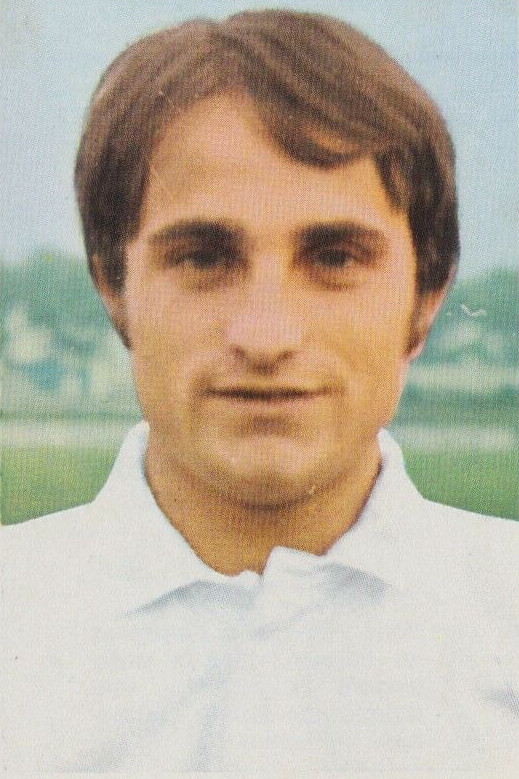
L'allenatore di Grenoble Jacques Fouroux privato del titolo di campione di Francia 1993 per errore arbitrale.

| QUARTI DI FINALE |   |        |       |
| Agen             | - | Brive  | 33-13 |
| Grenoble         | - | Tolosa | 19-17 |

| in grassetto le qualificate |   |           |       |
| Tolone                      | - | Perpignan | 10-9  |
| Castres                     | - | Narbonne  | 33-21 |

| SEMIFINALI |   |      |       |
| Grenoble   | - | Agen | 21-15 |

| in grassetto le qualificate |   |        |       |
| Castres                     | - | Tolone | 17-16 |

## Finale
| Arbitro: | Daniel Salles |

| |            | |
| Whetton | mt         | Vélo |
| Labit 2 | c.p.       | Savy,Hueber |
| Rui | drop       | |
| Laurent Toussaint, Christophe Urios, Thierry Lafforgue, Thierry Bourdet, Gary Whetton, José Diaz, Gilbert Pages, Alain Carminati, Cédric Tonini, Francis Rui, Christophe Lucquiaud, Pascal Combes, Adrian Lungu, Jean-Bernard Bergès, Laurent Labit | Formazioni | Philippe Tapié, Éric Ferruit, Franck Capdeville, Olivier Merle, Olivier Brouzet, Grégory Kacala, Hervé Chaffardon, Djoni Mandic, Dominique Mazille, Patrick Goirand, Brice Bardou, Frédéric Vélo, Willy Taofifénua, Philippe Philippe Meunier, Cyril Savy - Sostituti : Franck Hueber |